# Ine Marie Wilmann
Ine Marie Wilmann (nascida em 18 de fevereiro de 1985) é uma atriz norueguesa. Ela é mais conhecida por interpretar a patinadora olímpica e atriz de cinema Sonja Henie no filme Sonja: The White Swan (2018).

## Biografia
Wilmann se formou na Academia de Teatro de Oslo em 2011. Fez sua estreia como atriz no papel de Elis na peça Blindpassasjer. No outono de 2013, ela interpretou o papel de Anne Frank na produção O diário de Anne Frank no Den Nationale Scene em Bergen. Fez sua estreia na TV na série Ansur da NRK. Também interpretou o papel de Hege em Størst av alt, uma série dramática norueguesa de seis episódios que foi ao ar na NRK1 em 2007. Em 2011, Wilmann interpretou o papel de Liv Tone no longa-metragem I Travel Alone, da trilogia sobre Jarle Klepp, baseada nos livros de Tore Renberg.
Por seu papel em Homesick, ela ganhou o Amanda Award e o Kanon Award de melhor atriz. Ganhou também o Gullruten de 2016 por The Third Eye e foi indicada para o Amanda Prize e o Cannon Prize de melhor atriz feminina por interpretar a patinadora olímpica e atriz de cinema Sonja Henie no filme Sonja: The White Swan (2018).

## Filmografia
| Ano        | Título                   | Papel              | Nota(s)                                     |
| ---------- | ------------------------ | ------------------ | ------------------------------------------- |
| 2006       | Reprise                  | Andre medvirkende  |                                             |
| 2006       | Kalde føtter             |                    |                                             |
| 2007Anette | Størst av alt            | Hege               | Minissérie                                  |
| 2011       | Jeg reiser alene         | Liv-Tone           |                                             |
| 2011       | Lang vei hjem            | Anette             | Curta-metragem                              |
| 2013       | Dag                      | Ellen              | Episódio: "Det er hverdagen som knekker en" |
| 2014-16    | Det tredje øyet          | Vários personagens |                                             |
| 2015       | De nærmeste              | Charlotte          |                                             |
| 2016       | Nothing Ever Really Ends | Ane                | Curta-metragem                              |
| 2016       | Erica                    | Erica              | Curta-metragem                              |
| 2017       | ZombieLars               | Erle               |                                             |
| 2018       | Sonja: The White Swan    | Sonja Henie        | Indicada—Amandaprisen de Melhor Atriz       |
| 2019-20    | Exit                     | Celine Bergvik     | (TV)                                        |
| 2020       | Bloodride                | Molly              | Episódio: "Ultimate Sacrifice"              |
| 2020       | Dianas bryllup           | Diana              |                                             |
| 2021       | Furia                    | Ragna              | Pós-produção                                |